# Avtandil Koridze
Avtandil Koridze (Georgia, Unión Soviética, 15 de abril de 1935-ídem, 11 de abril de 1966) fue un deportista soviético especialista en lucha grecorromana donde llegó a ser campeón olímpico en Roma 1960.

## Carrera deportiva
En los Juegos Olímpicos de 1960 celebrados en Roma ganó la medalla de oro en lucha grecorromana estilo peso ligero, por delante del luchador yugoslavo Branislav Martinović (plata) y del sueco Gustav Freij (bronce).